# Hullegala, Malavalli
Hullegala là một làng thuộc tehsil Malavalli, huyện Mandya, bang Karnataka, Ấn Độ.